# Colle Atraturo
Il Colle Atraturo è una montagna alta 1.157,4  m del Lazio (Italia), in provincia di Frosinone, a nord del paese di Terelle.